# カウカット語
カウカット語（カウカットご）は、オーストロネシア語族台湾諸語に属する言語である。漢字では猴猴語と表記される。台湾のカウカット族により話されていた。かつては台湾の宜蘭県蘇澳鎮に話者が分布していた。